# Saint-Germain-de-Prinçay
Saint-Germain-de-Prinçay – miejscowość i gmina we Francji, w regionie Kraj Loary, w departamencie Wandea.
Według danych na rok 1990 gminę zamieszkiwało 1 388 osób, a gęstość zaludnienia wynosiła 57 osób/km² (wśród 1504 gmin Kraju Loary Saint-Germain-de-Prinçay plasuje się na 435. miejscu pod względem liczby ludności, natomiast pod względem powierzchni na miejscu 417.).